# ماركوس كارلسون (لاعب كرة قدم سويدي)
ماركوس كارلسون (بالسويدية: Markus Karlsson)‏ هو لاعب كرة قدم سويدي، ولد في 30 أغسطس 1972 في ستوكهولم في السويد. لعب مع روت فايس إيسن ونادي برومابويكارنا ونادي ستابك ونادي يورغوردينس.

## وصلات خارجية
- ماركوس كارلسون (لاعب كرة قدم سويدي) على موقع قاعدة بيانات كرة القدم.إي يو (الإنجليزية)
- ماركوس كارلسون (لاعب كرة قدم سويدي) على موقع Soccerway.com (الإنجليزية)
- ماركوس كارلسون (لاعب كرة قدم سويدي) على موقع عالم كرة القدم.نت (الإنجليزية)